# Тожебелорус

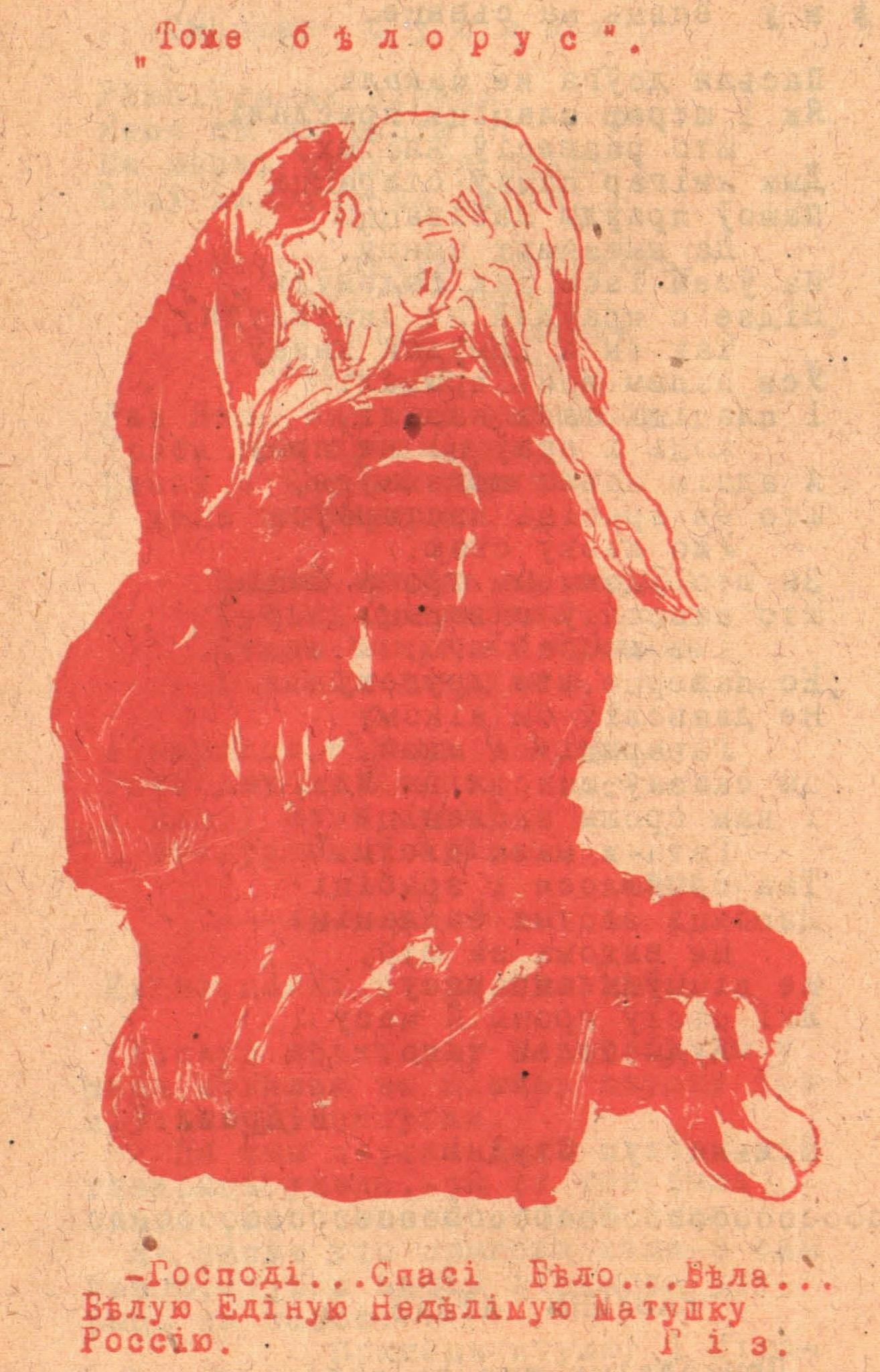
Карикатура на православного священника, «тоже бѣлоруса», который пытается молиться за Беларусь, но всё равно получается за «Бѣлую Едіную Недѣлімую Матушку Россію». «Авадзень» № 6, 1925.

Тожебелорус, тоже белорус (трасянк. тожабеларус, или тожэ беларус; бел. таксамабеларус) — политическое клише, которым описывается белорус с двойственной позицией, причисляющий себя к этой национальности по формальным признакам, например, по месту рождения или наличию паспорта, или по ситуации, ради удобства, присоединяясь к большинству, но при этом на деле сторонится всего белорусского, в том числе белорусского языка и культуры. «Тожебелорусы» ставят другие нации, их культуры и интересы выше своих, а поэтому быстро ассимилируются.
Автором термина считается писатель М. Горецкий, который использовал его в своём эссе «Развагі і думкі» (1914). В последующем слово стало встречаться в белорусской прессе 1910-х и 1920-х, где оно применялось по отношению к русофилам и полонофилам. Термин встречается в пьесах «Пан министр» Ф. Олехновича и «Здешние» Я. Купалы (обе 1924).
Слово обычно записывается трасянкой, мешаниной белорусского и русского языков, чтобы подчеркнуть смешанное сознание таких людей. «Тожебелорусы» транслируют тезисы о бедности белорусского языка, крестьянской белорусской культуры, однотипной белорусской литературы, отсутствии нормальной музыки и кино «на мове». Этим они оправдывают то, что не могут принять свою белорусскость. Среди «тожебелорусов» распространена практика исправления в паспорте транслитерации своего имени с белорусского языка на транслитерацию с русского языка, или замена транслитерации на буквальный перевод на английский язык.
Термин нетождественен c терминами «ватник» или «ябатька», поскольку «тожебелорус» может быть сторонником свободной и демократической Беларуси, но при этом не видеть её белорусской. В то же время «ябатька» может быть искренним белорусом, который гордится своей культурой, языком и хочет сохранения самостоятельности страны, но при этом поддерживает Александра Лукашенко.
Распространение клише получило после протестов 2020 года в Беларуси.